# Syzygium hulletianum
Syzygium hulletianum är en myrtenväxtart som först beskrevs av George King, och fick sitt nu gällande namn av Chantaran. och John Adrian Naicker Parnell. Syzygium hulletianum ingår i släktet Syzygium och familjen myrtenväxter. Inga underarter finns listade i Catalogue of Life.